# Gemeiner Violettporling
Der Gemeine Violettporling (Trichaptum abietinum, Syn.: Hirschioporus abietinus) ist eine Pilzart aus der Ordnung der Borstenscheiblingsartigen (Hymenochaetales). Aufgrund der sehr dünnen, lederig zähen und mehr oder weniger violettrandigen Fruchtkörper wird er auch Violetter Lederporling genannt. Die ansonsten gräuliche Oberfläche ist feinsamtig bis filzig strukturiert. Die schmale Röhrenschicht weist sehr kleine Poren auf, die jung ebenfalls violett gefärbt sind, später jedoch bräunlich verblassen. Der sehr häufige und weit verbreitete Porenpilz wächst ganzjährig an toten Ästen und Stämmen verschiedener Nadelbäume, am häufigsten an Fichte. Bisweilen wird er auch Tannen-Tramete genannt – eine Übersetzung des nicht mehr verwendeten wissenschaftlichen Artnamens Trametes abietina.

## Merkmale

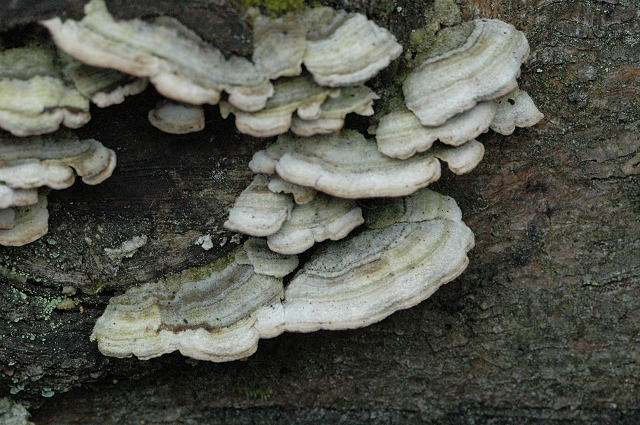
An senkrechten Flächen bildet der Gemeine Violettporling (Trichaptum abietinum) Hütchen aus.

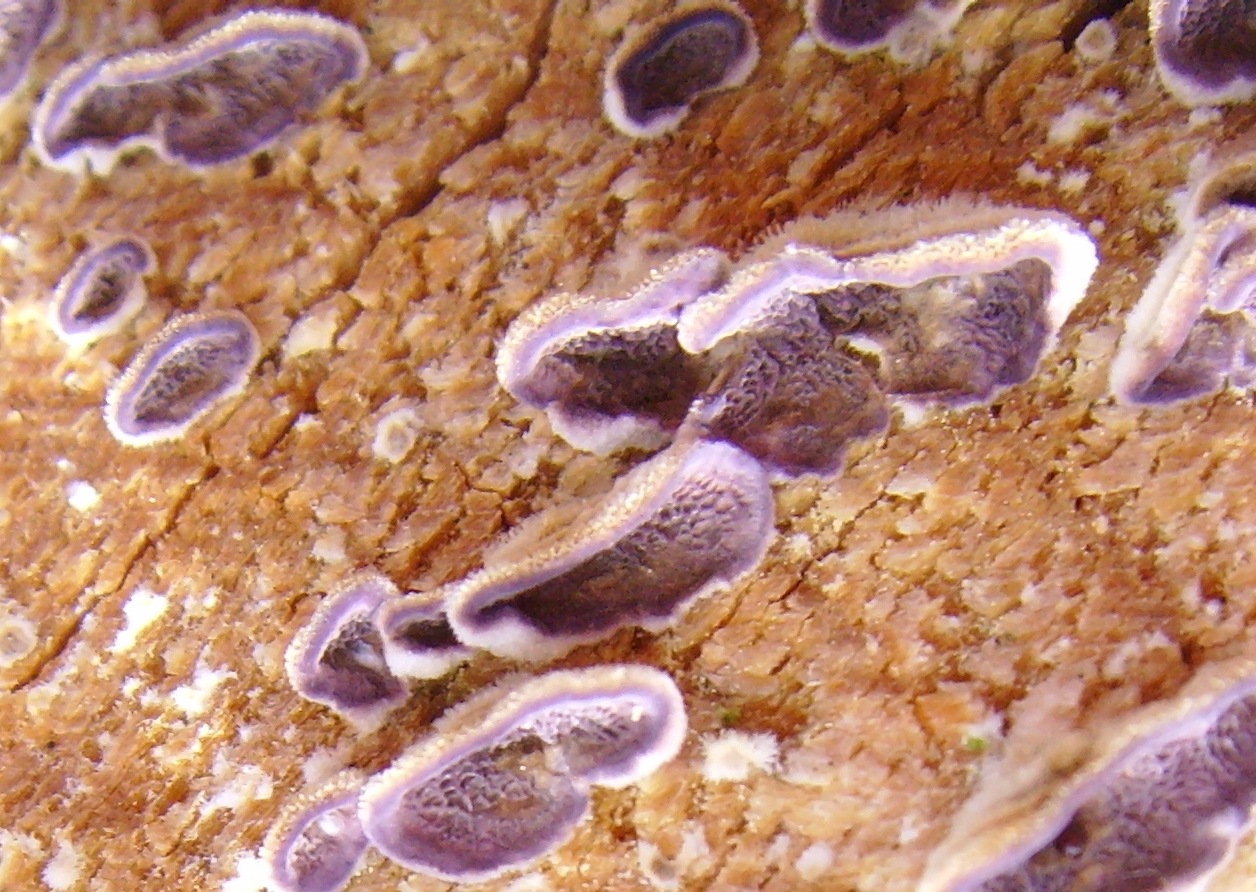
Junge, noch völlig violette Fruchtkörper des Gemeinen Violettporlings

### Makroskopische Merkmale
Der Gemeine Violettporling bildet an der Unterseite von Stämmen sehr dünne und flach am Substrat anliegende Beläge, die oft große Flächen bedecken. An senkrechten Stellen und an Ästchen entstehen zudem schmale Konsolen oder Hüte, die bis zu 3 cm weit vom Holz abstehen. Die dünnen, lederig-zähen Hütchen sind meist dachziegelartig übereinander oder seitlich verwachsen. Die weißlich-graue Oberseite ist filzig behaart und konzentrisch gezont. Die Fruchtkörper verkahlen im Alter und zeigen durch Algenbewuchs oft eine grüne Färbung. Der Rand ist scharfkantig und oft violett getönt. Die netzig-porige Röhrenschicht auf der Hutunterseite besteht aus sehr kurzen, ungefähr 1–2 mm langen und dunkelbraunen Röhren. Die Röhren münden in feine rundliche bis längliche oder eckige Poren. Auf einen Millimeter kommen etwa 3–5 Poren. Die jung violett gefärbten Poren verfärben im Alter violettbraun bis gelbbraun. Das sehr dünne Fleisch hat eine lederartig-zähe Konsistenz und einen unbedeutenden Geruch und Geschmack.

### Mikroskopische Merkmale
Die weißen Sporen zeigen keine Jodfarbreaktion. Sie sind glattwandig, zylindrisch bis leicht gebogen und messen 6–8 × 2–3 Mikrometer. Die keulenförmigen Basidien sind 13–15 µm lang, 5–6 µm breit und tragen je 4 Sterigmen. Die reichlich vorhandenen Zystiden ragen meist nicht über die Basidien hinaus und sind an den Spitzen mit Kristallen besetzt. Das dimitische Hyphensystem setzt sich aus generativen Hyphen und Skeletthyphen zusammen. Die generativen Hyphen sind 2–4 µm breit, dünnwandig und durchscheinend. Sie tragen Schnallen an den Septen und verzweigen kaum. Die dickwandigen, 2,5–5 µm breiten Skeletthyphen sind ebenfalls farblos und selten verzweigt, aber nicht septiert.

## Artabgrenzung
Der Gemeine Violettporling ist durch seine violette Farbe und den sehr dünnen Fruchtkörpern leicht zu erkennen. Von Weitem erinnert er an einen Rindenpilz, bis man bei näherem Betrachten die feinen Poren entdeckt. Der ähnliche Zahnförmige Violettporling (Trichaptum fuscoviolaceum) unterscheidet sich durch sein gröberes, in plattenförmige Zähnchen aufgelöstes Hymenophor. Diese seltenere Art wächst vorwiegend auf Kiefernholz an Moorrändern.

## Ökologie
Der Gemeine Violettporling kommt in allen Nadel-, mit Nadelbäumen durchmischten Laubwäldern sowie in den entsprechenden Forsten vor, völlig unabhängig davon, wie nährstoffreich oder kalkhaltig der Boden ist. Man findet ihn auch auf Kahlschlag-Fluren, Lichtungen, an Wald- oder Moorrändern und in Parkanlagen. Als Erstzersetzer besiedelt er stehende oder liegende abgestorbene Stämme oder dickere Äste, die meist noch berindet sind. Man findet ihn aber auch an Stümpfen und Strünken.
Der Pilz verbleibt auf seinem Substrat, bis es völlig vermorscht ist und bildet immer wieder neue Fruchtkörper oder Zuwachszonen aus. Als Substrat dient in erster Linie Nadelholz, insbesondere Fichtenholz. Weit seltener wächst er auf Weißtannen- oder Kiefernholz, an Laubholz findet man den Pilz nur sehr selten.
In niederschlagreichen Jahren werden die einjährigen Fruchtkörper bereits ab Ende Mai bis Juni gebildet, sonst erst später im Sommer. Man kann die ledrig zähen Fruchtkörper das ganze Jahr über finden, aber in trockenen Jahren können sie im Spätfrühling leicht übersehen werden, da noch keine neuen Fruchtkörper gebildet wurden und die abgestorbenen und vertrockneten Überreste aus dem Vorjahr die Farbe der Baumrinde annehmen.

## Verbreitung
Der Gemeine Violettporling ist meridional bis boreal verbreitet, man findet ihn also vom Mittelmeerraum bis in die nördlichen Nadelwälder hinein. Er wurde in Asien (Kleinasien, Kaukasus, Sibirien, Zentralasien, Iran, Pakistan, Indien, Nepal, Tibet, China, Korea, Japan und Philippinen), in Nord- und Mittelamerika (Guatemala, Venezuela, Kolumbien, Kuba, Mexiko, USA, Kanada), Nordafrika (Marokko, Algerien), den Kanarischen Inseln und auf Madeira nachgewiesen. In Europa kommt der Pilz im Süden von Portugal, Spanien, Italien, über Slowenien und Rumänien bis nach Griechenland vor. Im Nordwesten reicht sein Verbreitungsgebiet bis zu den Hebriden, im Norden ist er in ganz Fennoskandinavien verbreitet und dringt ostwärts bis zum Ural vor. Lediglich aus Albanien und Island gibt es keine Nachweise.
In Deutschland und Österreich zählt er zu den häufigsten Porlingen an Nadelhölzern. Er ist von der Küste bis weit in die Alpen hinein verbreitet und überall häufig. Man findet den Gemeinen Violettporling vom Flachland bis in das höhere Bergland.

## Bedeutung
Als Erstzersetzer von totem Nadelholz spielt der Pilz im Waldökosystem eine wichtige Rolle. Die lederig zähen Fruchtkörper sind nicht essbar.